# مناورات ليوبولد لتحديد موضع الجنين

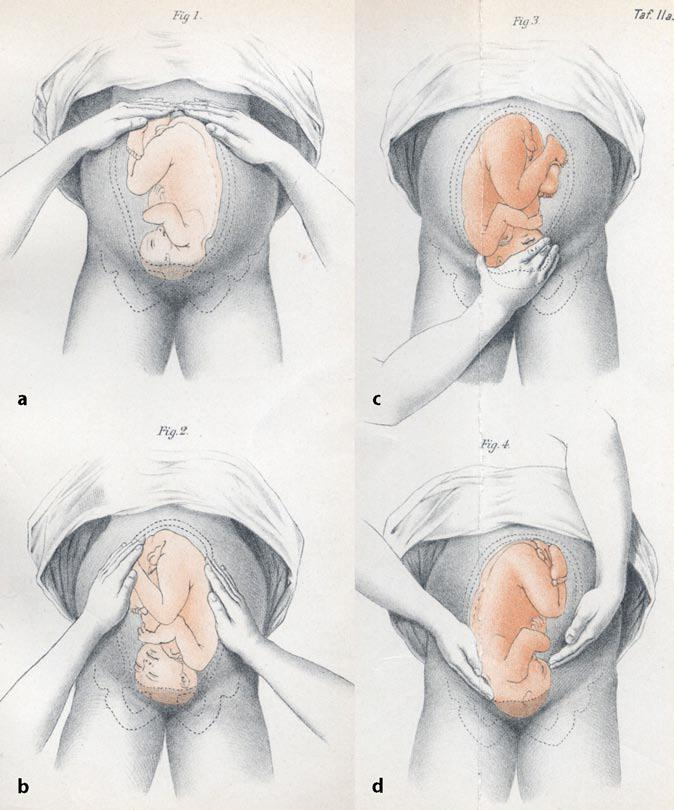
مناورات ليوبولد

في مرحلة ما قبل الولادة عملية التوليد، مناورات ليوبولد هي الطريقة الشائعة والمنهجية لتحديد موضع الجنين داخل رحم المرأة، وسميت نسبة للطبيب الألمانى كريستيان ليوبولد جيرهارد. وأستخدمت هذه الطريقة أيضا لتحديد وزن الجنين.
المناورة تتكون من أربع أجراءات (حركات) مختلفة، كل حركة تساعد لتحديد موضع الجنين. هذه المناورات هامة جداً لتحديد موضع الجنين، وبمساعدة التقييم الصحيح لشكل حوض الأم يمكن معرفة إذا ما كانت الولادة ستكون معقدة أم لا، ومعرفة هل سيكون هناك حاجه لاجراء عملية قيصرية أم لا.
مهارة الفاحص والتدرب على أداء هذه المناورات هي العامل الأساسي في معرفة صحه وضع الجنين، ولهذا هذه المناورات ليست أكيدة لاستنتاج التشخيص. والوضع الفعلى لا يمكن تحديدة بالضبط الا بواسطة الموجات فوق الصوتية التي يؤديها مختص أو طبيب نساء.

## كيفية تنفيذ المناورات
مناوارت ليوبولد يصعب تطبيقها على النساء البدينات أو الذين لديهم موه السلى. لمس الجنين يمكن أن يصبح غير مريح للمرأة إذا لم تكن مسترخية وفي وضع يسمح لذلك وللمساعده على تحقيق ذلك يجب أن يحرص الشخص المسئول عن رعاية المرأة بالتاكد من أن تفرغ مثانتها قبل البدء في هذه المناورات وإذا لم تستطع ان تفرغها بنفسها يتم استعمال قسطرة بولية مباشرة للتاكد من افارغها. يجب على المرأة أن تستلقى على ظهرها مع رفع الكتف قليلاً إلى الأعلى على وسادة وتخفض من ركبتيها قليلاً إلى الأسفل ويتم كشف بطن الأم ويجيب ان يدفئ الشخص الذي سيقوم بتلك المناورات بتدفئه يديه/يديها

### المناورة الأولى: مسك القاع
يكون الشخص على مواجهه المرأة من الامام، يتحسس على الجزء العلوى من البطن بيديه الاثنين وسيتطيع الشخص المحترف من الشعور بالوزن والتماسك والشكل وحركه الجنين رأس الجنين تكون صلبة ومستديرة وتتحرك باستقلالية عن الجسم، أما الارداف فتشعر بها ألين ومتماثله أما الكتف والذراعين لديهم تكون عظمى قليل وبعكس الرأس فهما يتحركان مع الجسم

### المناورة الثانية
بعد أن تشغر بالجزء العلوى من البطن وتم التعرف على الاجزاء التي تم تشرجها في المناورة الأولى. يتم عمل محاولات لتحديد موضع ظهر الجنين ولا زال الشخص الذي يقوم بالمناورات في مواجهه المرأة يتم تحسس بطن الأم والضغط براحة اليد على البطن ولكن برفق تبقى اليد اليمنى ثابته على بطن الأم ويستكشف باليد اليسرى الجهى اليمنى من رحم الأم. ثم يتم عكس اليد واستكشاف الجهة اليسرى سيبدو ظهر الجنين حاد وناعم اما أطراف الطفل (اليذراعين، القدمين، الخ) يحيب ان تبدو على شكل نتوءات وتعاريح بمجرد ايجاد ظهر الجنين يجيب ان يكون متصلا الاجزاء في أعلى البطن وأسفل البطن

### المناورة الثالثة: مسكة باوليك
في المناورة الثالثة يجب على الشخص الذي يقوم بالمنورة محاولة معرفة ما هو الجزء الموجود في اسفل البطن ويجب أن يقوم بالقبض على الجزء الأسفل من البطن فوق العانة بابهام واصابع اليد اليمنى. يجب على الشخص الذي يقوم بالمناورة ان يتحقق من ما استنتجه في المناورة الأولى. إذا كانت المرأة يدخل العمل، وهذا هو الجزء الذي من المرجح أن يأتي أولا في الولادة المهبلية. اما لو كان هذا هو ال{اس ولم يكن على وشك البدء في عملية الولادة قد يدفع به إلى الخلف.
على الرغم من هناك بعض الأطباء لا زالوا يستخدمون مسكة باوليك لا انه لا ينصح باستخدمها لانها غير مريحه بالنسبة للأم وبدلا منها يمكن اتباع أسلوب اليدين بواسطه وضع أصبح كلتا اليدين افقيا على جانبى الجزء المقدم

### المناورة الرابعة
المناوراة الرابعة تتطلب وجود الشخص الذي يقوم بالمناورات في وجهه قدم الأم لانه سيقوم بمحاولة تحديد موضع حاجب (راس)الطفل يتم تحريك اصابع اليدين برفق على جانبى الرحم إلى الأسفل ناحية العانة الجانب الذي ستجد به الاصابع مقامه أكثر للنزول إلى الأسفل هو الجانب الذي يوجد به حاجب (راس) الجنين ان كان راس الجنين مثنيه بطريقة سليمة فيجب أن تكون على الجانب الآخر من ظهر الجنين ان كانت رأس الطفل ممتده وليست بذلك المكان ستشعر بمؤخره الرقبة بدلا من الرأس والرأس ستكون بنفس جانب الظهر

## تحذيرات
يجيب ان تُقام هذه المناورات على ايدى متخصصين بالرعاية الصحية حيث انهم يكونوا متدريبن ولديهم التعليمات المناسبة لأداء هذه المناورات. ومع ذلك يقال انه طالما تقام هذه المناورات بدون ازعاج الجنين أو الضغط عليه فلا يوجد سبب لعدم ادائها في المنزل كتمارين للأم. ومن المهم الإشادة ان النتائج ليست مؤكدة أو دقيقة طالما لم يتم عمل اشاعه موجات فوق صوتية للتاكد من موضع الجنين..

## وصلات خارجية
- فيديو توضيحى لمناورات ليوبولد
- تمريض الام والولادة ورعاية المرأة الصحية. الإصدار السابع